# Batracomorphus musaeus
Batracomorphus musaeus är en insektsart som beskrevs av Knight 1983. Batracomorphus musaeus ingår i släktet Batracomorphus och familjen dvärgstritar. Inga underarter finns listade i Catalogue of Life.